# Pasi Häkkinen
Pasi Häkkinen (* 25. Juni 1977 in Lappeenranta) ist ein ehemaliger finnischer Eishockeytorwart, der in Deutschland unter anderem bei den Dresdner Eislöwen, den Starbulls Rosenheim sowie beim ESV Kaufbeuren in der DEL2 aktiv war. Zuvor spielte er viele Jahre in der höchsten finnischen Liga, der SM-liiga, für Ilves, Jokerit und SaiPa.

## Karriere
Häkkinen begann seine Karriere in seiner Heimatstadt bei den Junioren von Saimaan Pallo. Während der Saison 1996/97 debütierte er für das Herrenteam des Clubs in der finnischen SM-liiga. In der folgenden Spielzeit fungierte er als Back-Up von Jussi Markkanen und bekam insgesamt drei Spieleinsätze. In den folgenden drei Jahren blieb er weiter zweiter Torhüter hinter Markkananen bzw. Niklas Bäckström, bevor er sich 2001 zu einem Wechsel zu den Nottingham Panthers in die Ice Hockey Superleague entschloss. Auch bei den Panthers war er Ersatztorhüter hinter Danny Lorenz und kehrte 2002 nach Finnland zurück.
In der Saison 2002/03 spielte er für Hokki Kajaani in der zweiten Spielklasse Finnlands, der Mestis, als Stammtorhüter und zeigte dabei sehr gute Leistungen. Daher wurde er im Sommer 2003 von Jokerit Helsinki aus der SM-liiga verpflichtet und setzte sich dort im Saisonverlauf im Kampf um den Torhüterposten gegen Markus Helanen und Kevin Hodson durch. In den Play-offs erreichte er mit Jokerit das Viertelfinale und war statistisch gesehen der fünftbeste Torhüter der Play-offs. Nach der Saison verpflichtete das Management von Jokerit mit Tim Thomas einen neuen Stammtorhüter, so dass Häkkinen erneut die Rolle als Back-Up blieb. Daher absolvierte er parallel einige Spiele für Salamat in der Mestis. In den Play-offs saß er in allen Spielen auf der Jokerit-Bank und gewann als Ersatztorhüter mit seinem Team die finnische Vizemeisterschaft hinter Kärpät Oulu.
Nach diesem Erfolg entschied sich Häkkinen erneut für einen Wechsel ins Ausland und unterschrieb einen Vertrag bei den Herning Blue Fox aus der Oddset Ligaen. Mit den Blue Fox erreichte er den dritten Platz in der dänischen Meisterschaft und bekam nach Saisonende ein Vertragsangebot von Rauman Lukko, welches er annahm. Nach drei Einsätzen verließ er im Oktober 2006 Lukko und wurde von Ilves unter Vertrag genommen, da Ilves aufgrund einer Verletzung von Riku Helenius mit Tuukka Rask nur einen Torhüter zur Verfügung hatte. Bei Ilves stand Häkkinen bis 2008 unter Vertrag und absolvierte dabei 38 Partien in der SM-liiga. Dabei wies er vor allem in der Saison 2007/08 relativ gute Statistiken auf, kam aber in den Play-offs nicht zum Einsatz, sondern war Ersatztorhüter hinter Tero Leinonen.
Im Sommer 2008 verließ Häkkinen erneut Finnland und fand im HC Bozen aus der Serie A1 einen neuen Arbeitgeber. In Italien gehörte er in den folgenden zwei Jahren zu den besten Torhütern der Liga und zeigte vor allem in den Playoffs beider Spielzeiten sehr gute Leistungen, so dass er 2009 mit Bozen Italienischer Meister wurde. Im August 2010 erhielt er einen Probevertrag bei den Dresdner Eislöwen aus der 2. Eishockey-Bundesliga, der Anfang September bis zum Saisonende verlängert wurde. Im Juni 2011 verließ Häkkinen trotz Vertragsangebot der Eislöwen den Verein und wechselte zum HK Homel in die belarussische Extraliga. Ein Jahr später wechselte er im Juli 2012 zu den Starbulls Rosenheim, um die Position von Norm Maracle zu übernehmen, und spielte bis 2014 für die Starbulls. Im September 2014 verließ er den Verein und wechselte zum EV Landshut, wo er Tyler Weiman ersetzte, der aufgrund eines Mittelhandbruchs nicht spielen konnte. Nach 13 Ligaspielen im Tor der Niederbayern wechselte er im November 2014 nach Dänemark zu Sønderjysk Elitesport, wo nach ebenfalls 13 Meisterschaftsspielen sein Vertrag nicht mehr verlängert und am 12. Januar 2015 sein Abgang bekanntgegeben wurde. Am 20. Januar gab der deutsche Zweitligist ESV Kaufbeuren die Verpflichtung des 37-jährigen Torhüters bekannt, wo er den verletzten Stefan Vajs ersetzte.
Nach der Saison 2014/15 beendete er seine Karriere und wurde Torhütertrainer bei Hokki Kajaani.

## Erfolge und Auszeichnungen
- 2003 Torhüter des Jahres in der Mestis
- 2003 Spieler des Monats Dezember in der SM-liiga
- 2005 Finnischer Vizemeister mit Jokerit
- 2007 Bester Torhüter des IIHF Continental Cup 2006/07
- 2009 Italienischer Meister mit dem HC Bozen

## Karrierestatistik
(Legende zur Torhüterstatistik: GP oder Sp = Spiele insgesamt; W oder S = Siege; L oder N = Niederlagen; T oder U oder OT = Unentschieden oder Overtime- bzw. Shootout-Niederlage; Min. = Minuten; SOG oder SaT = Schüsse aufs Tor; GA oder GT = Gegentore; SO = Shutouts; GAA oder GTS = Gegentorschnitt; Sv% oder SVS% = Fangquote; EN = Empty Net Goal; 1 Play-downs/Relegation; Kursiv: Statistik nicht vollständig)